# Design support system
Un  Design Support System  (DesSS) è un assistente alla progettazione basato su intelligenza artificiale e algoritmi di machine learning in grado di apprendere, correlare e interpretare i parametri di un database, rappresentanti le caratteristiche di un prodotto/servizio, al fine di proporre le caratteristiche delle nuove possibili versioni.
I Design support system nascono dai Decision Support System (DSS) ottimizzati per processi di progettazione ingegneristica. Basano le loro soluzioni sui datebase inseriti al loro interno, che rielaborano ed analizzano correlarelando e interpretando i dati per le loro predizioni.

## Dati
I Design support system sono in grado di analizzare ogni tipologia di dati: variabili continue, variabili discrete e classi non numeriche.
Questa caratteristica permette a tali strumenti di fare correlazioni che altri strumenti, che operano su base matematica, non riescono a concepire, permettendo un insieme di soluzioni più ampio e completo.
I sistemi di Machine learning su cui si basano i Design support system fanno sì che tali applicazioni siano in grado di evolvere la loro precisione nella proposta di soluzioni ogni qual volta vengano inseriti nuovi dati su cui apprendere, ottimizzando ed affinando la loro capacità predittiva nel tempo.

## Obiettivi
Il Design support system nasce come specializzazione dei DSS in ambito tecnico-ingegneristico. Risponde ad una triplice esigenza: 
- Raccolta e conservazione nel tempo della conoscenza aziendale.
- Supporto decisionale in ambito progettuale.
- Proposta di soluzioni innovative, frutto di correlazioni tra parametri non facilmente individuabili.

Come supporto alla progettazione, i Design support system sono in grado di proporre soluzioni con tempi di calcolo praticamente nulli. Rispetto al flusso di progettazione classico, permettono un notevole risparmio in termini di tempi e costi ed una riduzione del numero di test e simulazioni necessarie per l'ottimizzazione dei progetti.